# Scolecithricella nicobarica
Scolecithricella nicobarica is een eenoogkreeftjessoort uit de familie van de Scolecitrichidae. De wetenschappelijke naam van de soort is voor het eerst geldig gepubliceerd in 1929 door Sewell.